# Кая, Сэйдзи
Сэйдзи Кая (яп. 茅誠司 кая сэйдзи, 21 декабря 1898 — 9 ноября 1988) — японский физик, член Японской академии наук, иностранный член АН СССР.

## Биография
Родился 21 декабря 1898 года в префектуре Канагава. В 1923 году окончил университет Тохоку. 
Затем он работал в Институте металлических материалов (яп. 金属 材料 研究所 киндзоку зайрё: кэнкю:дзё), где одним из его учителей был Хонда Котаро. После этого он отправился в Германию для дальнейшего обучения. После 13 лет преподавания в Университете Хоккайдо (1931 - 1943) он был назначен в 1943 году профессором Токийского Университета. Он занимался изучением ферромагнитных кристаллов. В 1942 году он получил награду Академии наук за свою работу «Магнитные исследования ферромагнитных кристаллов» (яп. 強磁性結晶体の 磁気的研究).
С 1941 по 1948 - профессор Технологического университета Токио.
После войны с 1947 по 1949 год он возглавлял в Министерстве культуры Управление по образованию в области естественных наук (яп. 文部省 科学 教育局 момбусё: кагаку кё:ику кёку) и сыграл ключевую роль в создании «Научного совета Японии», учреждения, призванного реструктурировать систему образования и исследований Японии.  С 1954 по 1959 год Кая занимал должность президента Совета.
С декабря 1957 года по декабрь 1963 Кая был 17-м президентом Токийского университета. 20 июня 1958 года был избран иностранным членом АН СССР. 12 декабря 1961 года стал членом Японской академии наук.
В 1963 его обращение к выпускникам, в котором он призвал их совершать больше добрых дел, привело к созданию волонтёрского «Движения маленьних добрых дел» (яп. 小さな親切運動), насчитывающее на 2020 год более 460000 членов.
В 1985 году он возглавил «Общество зеленой культуры» (яп. 緑の文明学会 мидори но буммэй гаккай).
В 1964 году Кая был награжден Орденом культуры. 

## Награды и память
- Премия Японской академии наук (1942)[8];
- Заслуженный деятель культуры[англ.] (1964)
- Орден Культуры (1964)[8];
- Ледник в Антарктиде Каябрин (яп. 茅氷河 кая-хё:га) был назван в его честь.